# ワイモバイル
ワイモバイル株式会社（Ymobile Corporation）は、かつて存在した、日本の電気通信事業者。
2014年7月1日付けでイー・アクセス株式会社から商号変更した。
主にADSL回線の卸売、及びY!mobileのブランド名で移動体通信およびPHSサービスを提供している。2013年1月1日付で一度ソフトバンクの完全子会社となったが、議決権付株式の売却により、同年1月17日から持分法適用関連会社となった。
2015年4月1日、ソフトバンクモバイル株式会社（同年7月1日付でソフトバンク株式会社に商号変更）に吸収合併され、解散した。

## 概要
- 誕生

イー・アクセスのロゴ

1999年（平成11年）に、インターネット・サービス・プロバイダとADSL回線の契約を一括で提供するホールセール（卸売）を行う企業として設立。
当時の商号は、「イー・アクセス株式会社」である。
- ADSL事業

2000年（平成12年）4月28日、東京の青山局で無料試験サービス(下り最大512kbps、上り最大256kbps)を開始した後、同年10月1日に正式にサービスを開始した。
2002年（平成14年）6月には、当時の日本テレコム（事業上はのちのソフトバンクテレコム、会社組織上は同ソフトバンクモバイル、現：ソフトバンク）からADSL事業（J-DSL）を約55億円で譲り受け。同時に日本テレコムが筆頭株主となった。
- ISP事業

2004年（平成16年）7月1日、AOLジャパンから日本国内に於けるAOL事業を約21億円で譲り受け、ISP事業へ参入した。
- 移動体通信事業(イーモバイル)

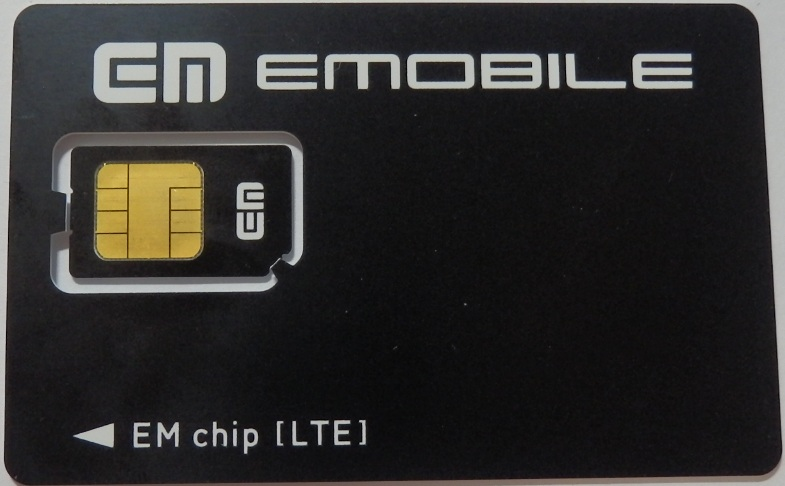
EM chip

2005年（平成17年）に、移動体通信事業会社としてイー・モバイル株式会社を設立。サービス開始は、2007年（平成19年）(データ通信)、2008年（平成20年）(音声通話)である。
2005年（平成17年）11月9日、総務省電波監理審議会 の答申により、BBモバイル（ソフトバンクグループ）及びアイピーモバイルと同時に事業計画の認定が発表された。これにより、事業認可と電波免許の交付（1.7GHz帯）が行われた。コアネットワークは、エリクソン、基地局は、エリクソン（東名阪地域）と華為技術（その他地域）の製品を用いた。
2011年（平成23年）3月31日に、親会社イー・アクセスに吸収合併され法人は解散。イー・モバイルのブランド名はモバイル事業部門のブランドとして、Y!mobileに変更されるまで継続使用された。
2012年（平成24年）6月27日、総務省はイー・アクセスに700MHz帯を割り当てることを発表。
2012年（平成24年）9月、楽天株式会社との合弁（楽天51%、イー・アクセス49%出資）による楽天イー・モバイル株式会社（MVNO事業者）を設立。
- ソフトバンクとの提携へ、

2012年(平成24年)10月1日に、ソフトバンクにより、完全子会社化(株式交換方式)および、ソフトバンクモバイルとの業務提携が発表された。
株式交換の効力発生日は、当初2013年2月28日とされたが、その後の両社の合意により、2013年1月1日に変更された。買収費用は株式取得金額が約1800億円、負債額も同じく1800億円の合計3600億円程度とされる。
完全子会社化完了後、ソフトバンクは出資比率を3分の1未満に減らす方向で検討 に入った。これは、ソフトバンクの連結対象会社に移動体通信事業者であるソフトバンクモバイルがあり、双方が連結対象会社である場合、総務省から「一体の移動体通信事業者」と判断され、両者の利用電波の周波数割り当て等に影響を及ぼす可能性があるため、経営支配上ソフトバンクからある程度の独立性を確保し、「別個の移動体通信事業者」の立場を確保する目的とされる。
その後、 2013年1月17日付で日本国内外11社に議決権付株式の66.71%を譲渡し、連結子会社から持分法適用関連会社となった。ただし2014年7月現在、ソフトバンクは全発行済株式の99.68%を保有するが、うち約99%は議決権の無い株式となっている。
なお、完全子会社化・業務提携締結の目的は、イーモバイルの1.7GHz帯LTE回線とされ、ソフトバンクのiPhone 5のテザリング事業開始の前倒しと通信総量制限の緩和を発表している。なお、イー・モバイル事業は継続予定としている。

## ウィルコムとの合併・商号変更

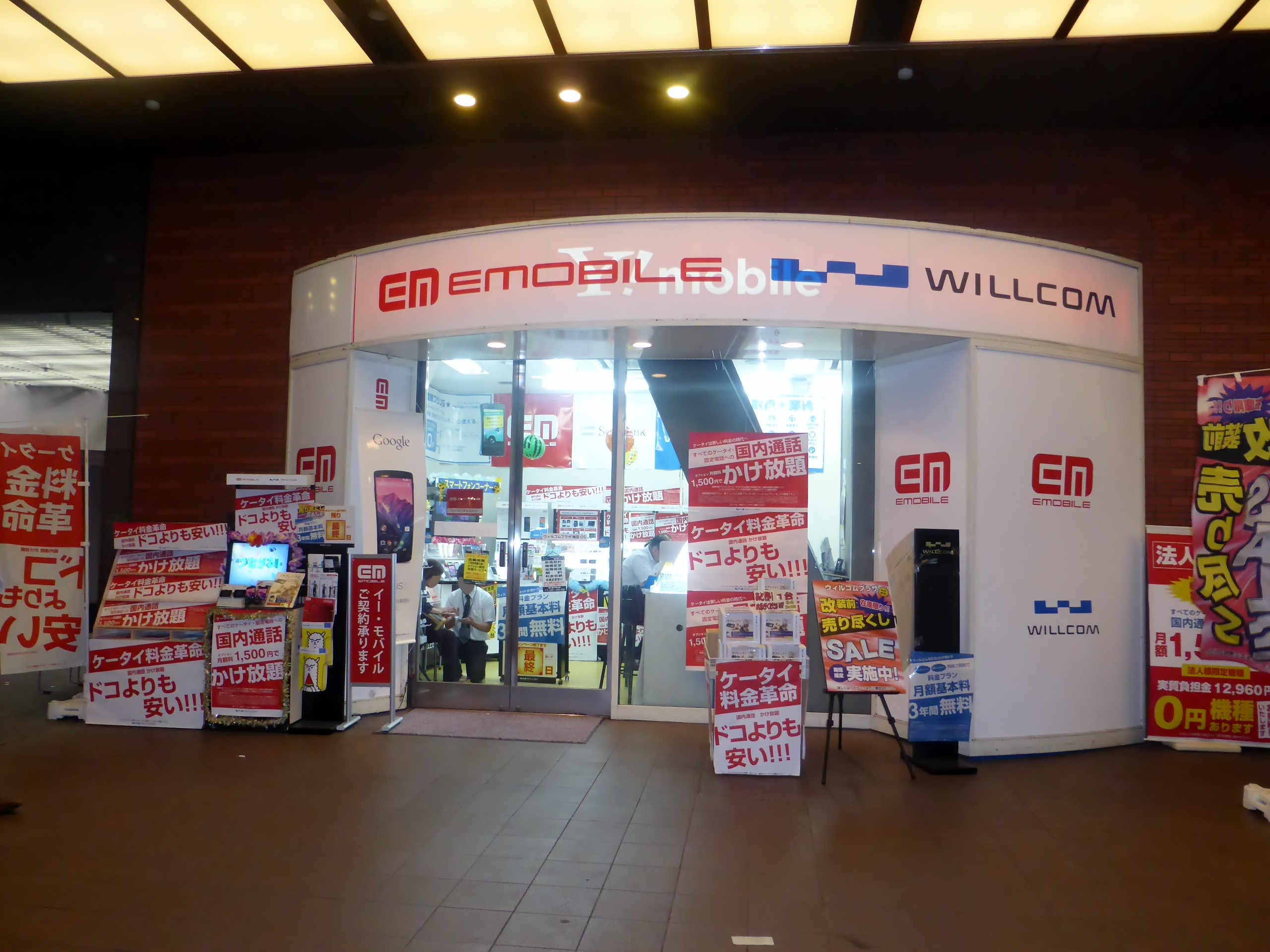
ウィルコムプラザ梅田OS（2014年7月31日撮影）

2013年12月3日、株式会社ウィルコムとの合併が発表された。その後、PHSサービスに関する問合わせが相次いだことから、合併により、法人としてのウィルコムは消滅するが、PHSサービスについては、継続して提供することが発表された。
2013年12月4日に、ソフトバンクモバイル取締役専務執行役員CTOで、ウィルコムの管財人代理でワイモバイルの取締役も務める。宮川潤一のTwitter(@miyakawa11) によると2012年6月14日 に表明した。圏外で、ウィルコムが使用できない。全国すべての道の駅にPHS基地局設置については、IP基地局化が必須であり時間を要したが、既に完成し数箇所設置後安定性の確認中である。6月に、イー・アクセスとウィルコムの合併で新会社には必ず申し送りし実現すると表明した。2014年4月末現在までにPHSがエリア改善で使用できるようになった。道の駅が増えている。
2014年3月27日に、同年6月1日にイー・アクセスとウィルコムが経営統合を行い、合併した後の存続会社としてのイー・アクセス株式99.68%を、6月2日にヤフーがソフトバンクから3240億円で取得し、同時に社名を「ワイモバイル株式会社」とすることを発表した。
これによって、2014年6月から「日本初のインターネットキャリア」として「Y!Mobileブランド」を掲げ、携帯電話・PHS事業（MVNOを含む）とADSLのホールセール事業を展開していくと表明。取締役7名は、イー・アクセス側から3名、ヤフー側から社長の宮坂を含む3名、残る1人はSBからウィルコムの宮内社長で構成するとしている。この買収にあたり、ソフトバンクの孫正義社長はヤフー代表取締役の宮坂学社長に「やる以上は思い切ってやりなさい」とアドバイスをしたようである。ソフトバンクから見れば子会社の付け替えだけで売却益が557億円となる。
しかし、2014年5月19日に、ヤフーは、イー・アクセスの株式買収を中止すること、ワイモバイルへの社名変更時期を6月2日から「後日」としたことを発表した。理由として「ソフトバンクとの協議の結果、ヤフーとイー・アクセスがそれぞれ得意分野に特化した方が適切と考えた」と述べている。なお、ヤフーからの取締役派遣は村上臣執行役員1名のみに留まることになった。
2014年7月1日付で商号変更を実施。
なお、2018年3月31日、ソフトバンク・ウィルコム沖縄がPHS事業の新規契約受付を終了、2021年1月31日にPHSの音声通話・データ通信サービスは法人向けテレメトリングサービスを除いて全て終了した。

### PHSの動向
DDIポケット電話グループ時代の1995年にサービスを開始したPHSサービスだが、2015年10月8日のソフトバンク新商品発表会での質疑応答（動画の1時間8分25秒頃 - 1時間9分25秒頃）において、宮内謙代表取締役社長は、PHSについて「今後新機種はあまりないと考えていただきたい」と発言している。実際、本発言以降新機種の発表は実際に行われていない。
2017年1月18日の「ワイモバイル2017年春商品の発表会」の際の囲み取材では、「「603SI」でPHSを巻き取るのか?」との問いに対し、寺尾洋幸Y!mobile事業推進本部・執行役員本部長は「んー、これからですね。実際、エリアからすれば携帯電話のほうが使いやすいし、PHSでは、カバーできないところがある。音声でもVoLTEを提供している」と発言している。
その後同年4月20日の発表通り、ソフトバンク・ウィルコム沖縄がPHSの新規・変更受付を2018年3月31日に 終了。PHSサービスを利用しているテレメタリング向けのプランは、2019年3月31日に新規・変更受付を終了。2020年7月末に法人向けテレメトリング以外の公衆PHSサービス提供を、2023年3月末に法人向けテレメトリングのサービスをそれぞれ終了し、PHSサービスを全て終える予定となっていたが、法人向けテレメトリング以外の公衆PHSサービスについては、2020年4月17日に新型コロナウイルスの感染拡大の影響で移行手続きが困難になっている事情を受け、医療機関を中心としたユーザーから延期の要望が多い状況を鑑みて、サービス提供終了日を2021年1月31日に延期。同日をもってサービスを終了した。

## Y!mobileブランドの誕生

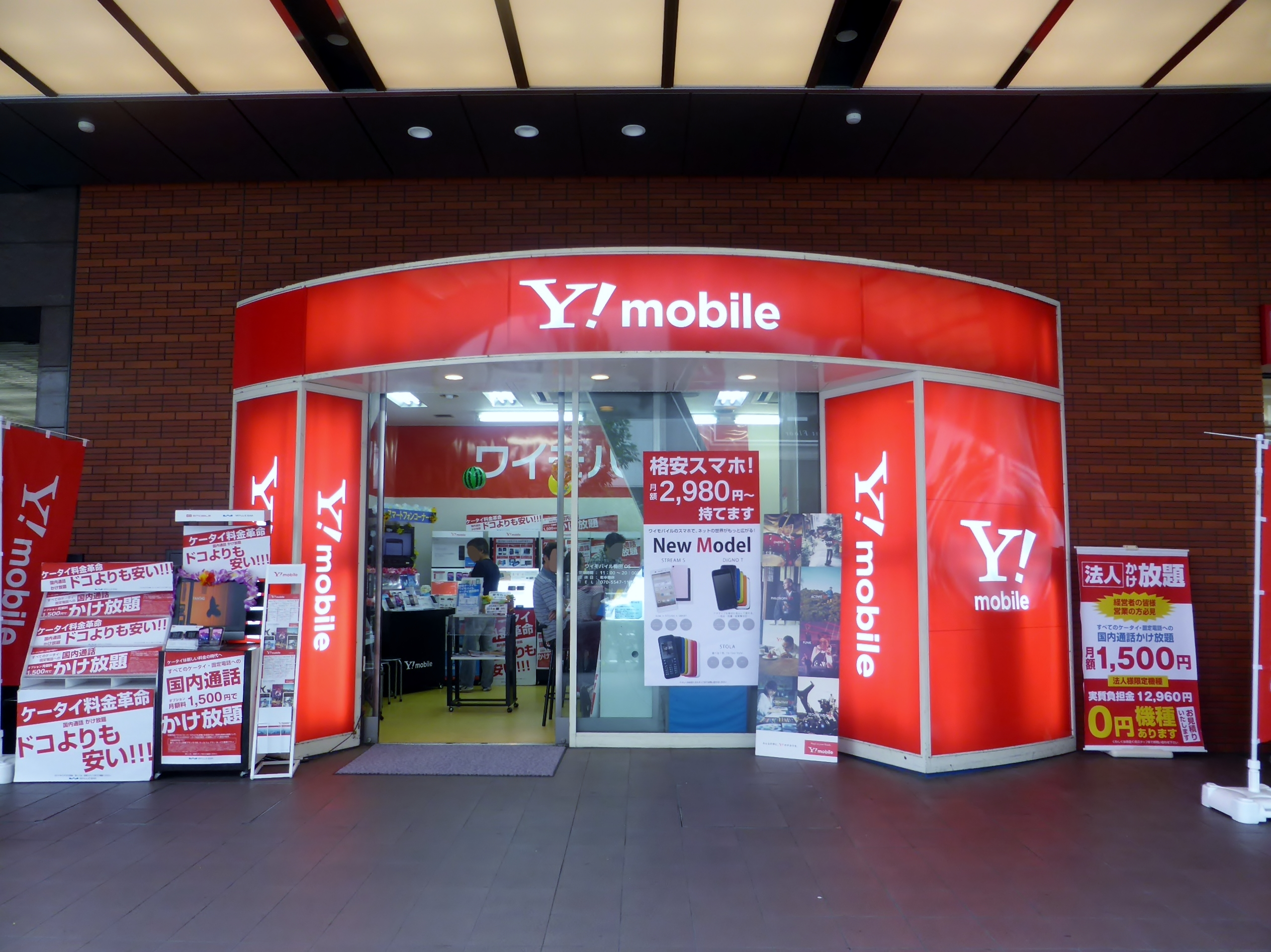
ワイモバイル梅田OS（旧ウィルコムプラザ梅田OS）

商号の変更後、2014年7月17日に、同年8月1日付でブランド名を「Y!mobile」に統一・変更することを正式に発表 し、新しいブランドロゴおよび料金プランも発表され、同年8月1日に「Y!mobile」ブランドが誕生した。
新料金プランは、「スマホプラン」「Pocket WiFiプラン」「ケータイプラン」の三種類 で、これに対応する。「Y!mobile」ブランドのスマートフォン・Pocket WiFi・PHSの計7機種(同年8月1日以降順次発売)も発表された。旧ブランドで発売されていた端末の一部は引き続き販売された。
旧ブランドで提供されていた料金プランや各種サービスなどは、同年7月で新規申込受付を終了した。一部の料金プランを除き、継続して新規申込ができる。ただし、名称変更が行われた。料金プランやサービス がある。
利用者向けのサポートサイトについては、従来はブランドにより、「My EMOBILE」・「My WILLCOM」・「オンラインサポート（My SoftBank）（My LINEMO）」と名称が分かれていたものを「My Y!mobile」に変更・統一した。
口座振替のお知らせ・ご利用料金のご案内など請求書はMy Y!mobileにアクセスして確認することになる。紙ベースでの発行を個人契約の利用者が希望する場合、一部の例外を除き有料である。
PayPayソフトバンクポイントでも、MyワイモバイルやMyLINEMOや MySoftBankで PayPay残高支払うことができる。
対象:基本料金・オプション料・通話料・ギガチャージ
対象外:端末料金・まとめ払い・SMS・ナビダイヤル・請求書・手数料・解約料・違約金(等)

## 子会社
子会社として、ワイモバイル(現・ソフトバンク株式会社)が84%出資する株式会社ウィルコム沖縄がある。

## サービス概要

### 製品ラインアップ
Y!mobileの製品ラインアップは、スマートフォン・ケータイ・Pocket WiFiの3つに大別されている。詳細は通信端末の項を参照。
- スマートフォン スマートフォン形状の通信端末。
  - SoftBankブランドの3G・LTE網を利用する端末 EMOBILE 4G-S、旧イー・モバイル
  - 旧イー・モバイル網(現・ワイモバイルネットワーク)の3G・LTE網を利用する端末 EMOBILE LTE、旧イー・モバイル
  - PHSとSoftBankブランドの3G網（WILLCOM CORE 3G・機種によってワイヤレスシティプランニング社のAXGP網にも対応）とのWバンド対応端末（旧ウィルコム）など、異なるブランドの通信網が混在、あるいは異なる通信規格を利用する端末が混在している。ただし、Y!mobile発足後に発売となった端末は302HWを除き、かつてのEMOBILE 4G-Sの流れを汲む「電話サービス(タイプ1)」対応端末となった。
  - 2015年10月以降の新規契約は、「電話サービス(タイプ1)」の受入に一本化された。
  - 2018年1月31日に、旧イー・モバイル契約とタイプ2契約は、3G向け帯域の停波のため使用不可となる予定。
- ケータイ フィーチャーフォンタイプの通信端末。Y!mobile発足当初は「PHSサービス」（ケータイ (PHS) と称していた）の通話端末を展開していた。その後「電話サービス（タイプ1）」の回線を用いるフィーチャーフォン（いわゆる、ガラホ）が投入された。契約可能な料金プランは、「電話サービス（タイプ1）」向けはケータイプランSSとスマホプラン、「PHSサービス」向けはケータイプランとなっている。
  - PHSは、旧ウィルコムのPHS端末の大半があてはまる。一部、PHS通信機能を内蔵したスマートフォン端末もある。
  - 固定電話形状のPHS端末・イエデンワ2(WX05A)は、「その他の端末」扱いとなっているが契約体系は、一般のPHSと同様であった。
- Pocket WiFi 旧イー・モバイルのモバイルWi-Fiルーターが該当する。Pocket WiFiはソフトバンクの登録商標[38] である。

取り扱っている、または取り扱っていた端末の販売会社の一覧は以下の通り。
- Apple
- エイビット
- FCNT
- LGエレクトロニクス
- オッポジャパン
- 京セラ
- Google
- 小米技術日本
- シャープ
- セイコーソリューションズ
- ZTEジャパン
- 日本マイクロソフト
- 日本無線
- TJC
- 華為技術日本（ファーウェイ・ジャパン）
- レノボ・ジャパン

### サービス名称
Y!mobileのブランド発足前に用いられていたサービス名称のほとんどは当ブランドで使用されず、後継の名称も設定されない。WILLCOM CORE 3G、EMOBILE 4G-Sなど。旧サービス名称のものも、約款上は、新契約の内容に読み替えられるものと旧契約が経過措置で残される形のいずれかとなっている。
約款上、電話番号の回線として
- SoftBankブランドの通信網を使用するものを「電話サービス(タイプ1)」[39]
- 旧イー・アクセスの通信網を使用するものを「電話サービス(タイプ2)」[39]
- SoftBankブランドの通信網と旧ウィルコムのPHS通信網の両方を使用するデュアルモードを「電話サービス(タイプ3)」[40]

と規定している。また、
- 旧ウィルコムのPHSを「PHSサービス」[41]
- 旧イー・アクセス回線を利用したデータ契約は「データ通信サービス」[42]

と規定され、区別されている。
- WILLCOM CORE 3Gとイー・アクセス時代からの契約などについては、別途約款が規定されている（それ以外は、「電話サービス(タイプ1・2・3)」、「PHSサービス」、「データ通信サービス」へ移行されている）。

新規受付が停止された基本料金プランの利用者は、経過措置扱いで旧約款による契約が継続されるが、原則は新約款が適用される。すなわち、「電話サービス(タイプ1)」と「電話サービス(タイプ3)」の3G回線は、後述の統合が行われる2015年3月まではMVNOということになっていた。
電話サービスは、2015年9月30日を以てタイプ2とタイプ3の新規契約受付を終了し、以降の新規契約はタイプ1での受付となる。なお、VoLTE非対応の音声契約（3Gサービス）は、2024年1月末日にSoftBank 3Gの停波に伴い、使用不可（サービス終了）とされる見通し（実際には2024年1月1日に能登半島地震が発生したことから期日が延期され、石川県を除く各都道府県では2024年4月15日、石川県では同年7月31日に3Gサービス終了となった）。
法人向けテレメトリング以外のPHSサービスについては、2021年1月31日にサービス提供終了した。

### 電話番号の割り当てルール
電話番号の割り当て(MNPではない新規で契約した場合)については、
- 電話サービス(タイプ1)契約 総務省が現在のソフトバンク（SoftBankブランド）に割り当てたもの。あるいは、ワイモバイルとの合併前からのソフトバンクモバイル(主に、旧ジェイフォン東京への割当番号帯)にすでに割り当てられていたもの。
- 電話サービス(タイプ2)契約およびデータ通信サービス契約 総務省が旧イー・アクセスに割り当てたもの。ただし、データ端末で2番号を利用する契約の場合は、旧イー・アクセス割当と従来からのソフトバンクモバイル割当相当の番号のそれぞれが割り当てられる。
- PHSサービス契約 総務省が旧ウィルコムに割り当てたもの（070-5xxx、6xxx）
- デュアルモード端末（1台で3GとPHSの2番号を有する端末） 前記の割り当てに準じる。3G番号は電話サービス（タイプ1）と同じ。PHS番号はPHSサービスと同じ。

がそれぞれ割り当てられる。

### PHSのMNP開始に伴う対応
2014年10月からPHSのMNPが開始され、携帯電話・PHS相互間の同番移行が可能となった。2015年3月21日から、Y!mobileのPHS利用者は、SoftBankブランド携帯電話へのMNP転出(2015年4月1日以降は合併にともない「番号移行」に名称変更)手数料・新規契約手数料の無料化を行うことになった。
- 携帯からPHSへの転入 SMS対応端末に限り受け入れ可能となっている。このためタイプ3端末のPHS番号は、端末がSMS非対応のため、当初から3G番号のみのMNP転入対応のままとなっていた。しかし2015年9月30日でタイプ3の契約(新規・他タイプからの変更)受付が終了となり、以後は転出のみとなる。転入は、2018年3月31日のPHSの新規契約受付停止に伴い、この日または以前に終了予定である。
- Y!mobile(DIGNO DUAL2,AQUOS PHONE es/efのPHS部分のメールアドレスは引き続き利用可能)およびSoftBankブランドのメールアドレスの継承はできない。
- PHSから携帯への転出 PHS(「旧ウィルコム契約」「Y!mobile契約」)から、Y!mobile(PHS以外)およびSoftBankブランド(2015年3月31日以前は合併前のためMNP)への番号移行も可能となった。
- メールアドレスの継承については後記のとおり。

法人向けテレメトリング以外のPHSサービスについては、2021年1月31日にサービス提供終了した

## SIMカード（ワイモバイルのUSIMカード）種類
Y!mobileブランドのSIMカードについては、2015年4月時点では、特に決まった名称は付いておらず、公式サイトでも『ワイモバイルのUSIMカード』あるいは『USIMカード』とされている。ここでは混同を防ぐために一般的な呼称である『SIMカード』とする。
カードの種類は、4G音声用とデータ通信(DUAL2)用の2種類あり、データ通信用SIMにはSoftBankのネットワークを使用する番号と旧イー・アクセスのネットワークを使用する番号の2番号が登録されており、ユニバーサルサービス料金が2番号分発生する。
但し、スマホプランのオプションとして設定されているシェアプラン用のSIMは、データ通信専用であるが4G音声用のSIMカードが発行される（403HWや404HWなどを単品で契約する場合も、スマホプランが適用されるため、音声用のSIMカードになる）。
しかしながらシェアプラン用として使用出来るSIMのうち、nanoサイズに関しては、『n101』『n111』となり、同じnanoサイズでもiPhone用のSIMとされている『n141』は契約時にUSIM No.(ICCID)を入れた時点でエラーが出て契約出来ないようになっている。これにより、ワイモバイルもICCIDでiPhoneの使用可否に縛りを入れていることが分かる。
但し
『n141』iPhoneしか使えないが
『n101』『n111』関しては、Android・iPhone・ガラホでも使用可能
その為か、305ZTのようなデータ通信専用機種に4G音声用SIM（シェアプラン用SIMカード）を挿入しても「USIMロック」と表示され、SIMロック相当の影響を受ける。
『n101』（シェアプラン用SIMカードは、
一部のタプレットやiPad使用できない。
（シェアプラン用データSIM『n101』でも
iPhoneやガラホやAndroid使用可能
カードサイズはmicroとnanoの2種類であり、2015年現在、標準サイズのSIMカードは存在していない。
カードパッケージはSoftBankブランドと同様に紙の封筒型パッケージにSIMカードパッケージが封入されているが、SoftBankブランドのものと違い電話番号が記載されているシールが存在しない。
製造は、ジェムアルト（GEM）とギーゼッケ アンド デブリエント（G&D）とオベルチュール・テクノロジーズ（OCS）。
microSIM（4G音声用）
カード名は『m101』
紙パッケージには『4G音声＜micro＞ USIM card m101』と記載されている。
docomoやauのmicroSIMと違い、製造番号が端子面に下12桁分だけ記載されている。
店舗在庫によっては2015年4月時点でも旧EMOBILE 4G-SのmicroSIMが払い出されている。
m101と旧EMOBILE 4G-SのmicroSIMはパーツコードやJANコードが同じであり、両者は同じとされている様子だが、
双方のSIMを同時期にNexus 5(EM01L)契約し、4G-S SIMを挿すとキャリア表示が『SoftBank』に、m101 SIMを挿すと『Y!mobile』と異なっている。
nanoSIM（4G音声用）
カード名は『n101』『n111』『n141』
紙パッケージには『4G音声＜nano＞ USIM card n101（または111/141）』と記載されている。
microSIMと違い、製造番号は端子面と逆面に記載されている。
適用機種により分けることを推奨しており、n101は国際的なSIMフリー機用（Nexusシリーズ等）、n111は日本製機種用（京セラ・シャープ等）、n141はiPhone用との事。
但し、オンラインショップではシャープ製でもn101が提供されたり、n101/n111はシェアプラン用として共通で使えるのに対し、n141は前述の通りiPhone用として明確に差別化されている。
microSIM（データ通信(DUAL2)）
カード名は『m09』『m121』
紙パッケージには『データ通信(DUAL2) USIM card m09』と記載されている。
前述の通りSoftBankと旧イー・アクセスの2つのネットワークを使用するために、2番号が登録されている。
microSIM（302HW専用）
カード名は『m06』
紙パッケージには『4G音声＜micro＞ USIM card m06』と記載されている。
docomoやauのmicroSIMと違い、製造番号が端子面に下12桁分だけ記載されている。
302HWは、旧イー・アクセス回線を使用する端末であり、タイプ2での契約となるため、前述したタイプ1用のm101とは別に設定されている。GL07Sを契約した際に使用するイー・モバイルのLTE音声のmicroサイズのEM chipとほぼ同等と見られる。

microSIM
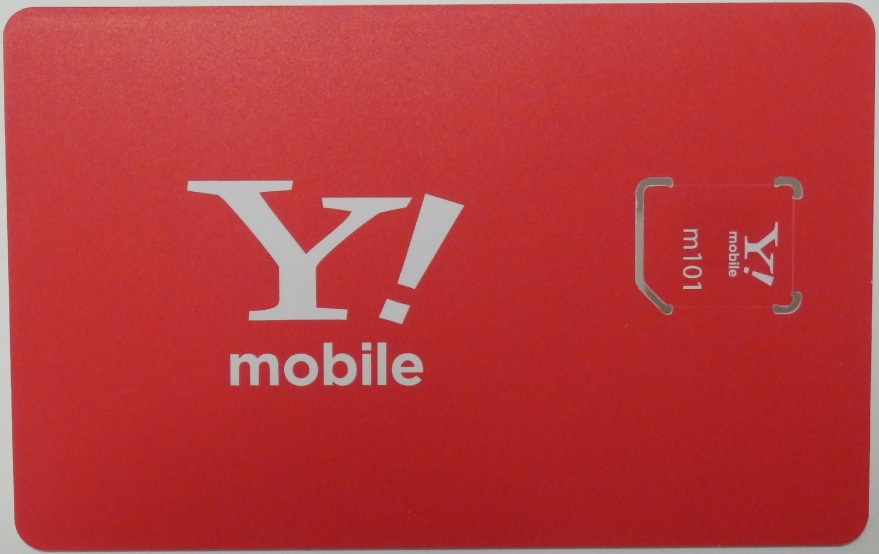
m101カード
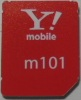
m101 SIM
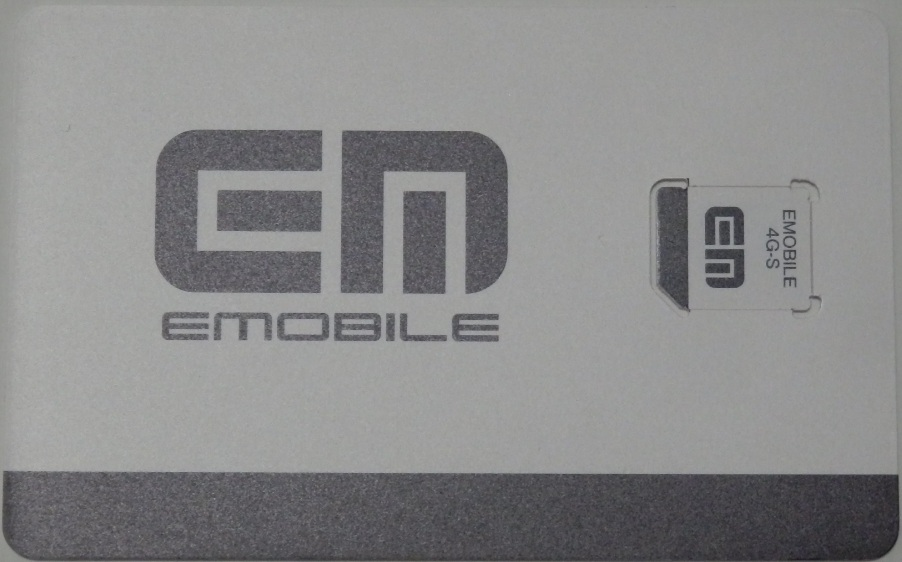
EM 4G-S USIMカード
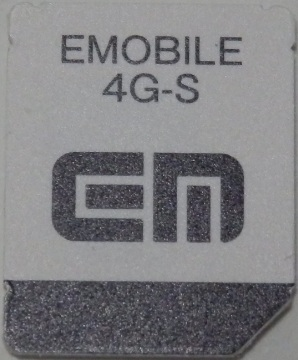
EM 4G-S USIMカード
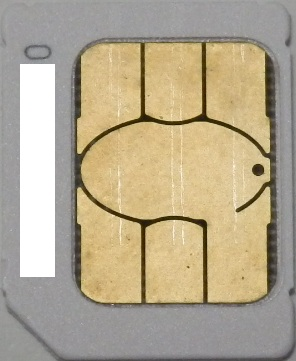
SIM端子面（m101/4G-S共通）

nanoSIM
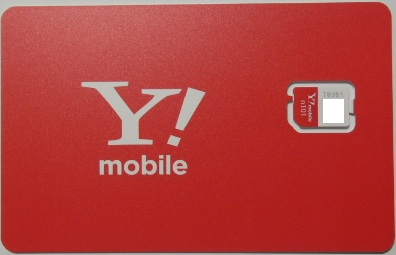
n101カード
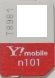
n101 SIM
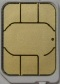
n101 SIM端子面(GEM)
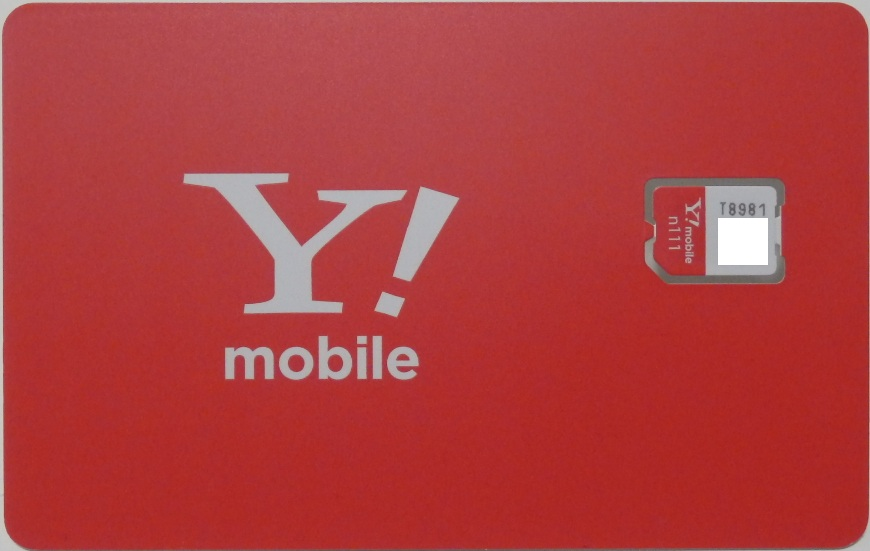
n111カード
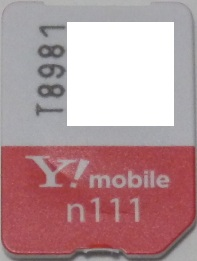
n111 SIM
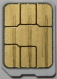
n111 SIM端子面(G&D)

## メールアドレス

### キャリアメール
いわゆる、「キャリアメール」は、2014年8月以降に新規発行あるいは変更した場合は、以下のドメインが割り当てられる。
- ymobile.ne.jp…「電話サービス（タイプ1・3）」の契約者。または、EMOBILE 4G-Sないしは、WILLCOM CORE 3Gの契約者。従来のemobile-s.ne.jpおよびwcm.ne.jpに相当
- ymobile1.ne.jp…「電話サービス（タイプ2）」の契約者。
- y-mobile.ne.jp…「PHSサービス」の契約者。または、旧ウィルコムのPHS契約者[45]。→従来のwillcom.comおよび(xx.)pdx.ne.jpに相当

EMOBILE 4G-Sを除く旧イー・モバイルブランドの契約者は、従来と変わらず以下のドメインが割り当てられる。
- emnet.ne.jp…EMnetメール対応機種の利用者。
- emobile.ne.jp…EMOBILE 4G-Sを除く全ての旧イー・モバイルブランドの契約者（データ契約も含む）。Y!mobile発足後(2014年8月以降)のデータ契約には、キャリアメールの割り当てはない。'
- Y!mobile発足以前のデータ契約については、2018年7月31日でキャリアメールのサービスを終了する旨の告知が、2017年6月15日付けでなされた[46]。

PHSのキャリアメールについては、次のような取り扱いもあった。
- y-mobile.ne.jp(Y!mobile PHSサービス)
- willcom.com(旧ウィルコム)
- (xx.)pdx.ne.jp(旧DDIポケット電話)

上記の各キャリアメールアドレスについては、
- タイプ1契約に同番移行した場合、My Y!mobileで手続きを行うことにより、継続して利用可能な場合がある(2014年10月以降)。
- softbankブランド(当時はソフトバンクモバイル)の契約へ継承させることが可能[47] となっている（2015年2月24日以降）。

### Y!mobileメール
指定の料金プラン契約者がYahoo!サービスの利用開始設定(Yahoo! JAPAN IDとのひも付け)を行うと、「yahoo.ne.jp」のアドレスが割り当てられる。
- 公式ホームページ[48] では、「他社のメールフィルタで【携帯・PHS】として扱われます」との記載があるが、前記キャリアメールのアカウントとは別に割り当てられるメールアカウントである。

指定の料金プランは以下の通り。
- スマホプラン S/M/L
- データプラン S/L
- Pocket WiFiプラン の各プラン

利用方法は次のとおり。
- Android(電話サービス(タイプ1)対応)スマートフォン端末では、「Y!mobileメール」アプリで利用可能。
- 前記アプリの利用が不能な、フィーチャーフォン・iPhone・パソコンなどは、端末やメールアプリ（POP/IMAP対応）に、ユーザー自身が必要な設定を行って利用する。インターネットでブラウザ版を利用する。迷惑メール対策などの一部機能は、インターネットブラウザでブラウザ版を利用して設定を行う。

### メールクライアント
Android端末は、当初はGoogle ハングアウトまたはGoogle メッセンジャーを利用して、SMSおよびキャリアメールを利用していた。
- 旧イー・モバイル時代に発売されたEM01L(Nexus5)同様の方法となる。
- 旧ブランドのスマートフォンは、ワイモバイルまたは端末メーカーが旧ブランド時代から提供する、それぞれの端末に対応したメールクライアントアプリを使用する。

その後、電話サービス(タイプ1)に対応するAndroid端末は、
- 2014年秋以降に「SoftBankメール」アプリがY!mobile発足後に投入された端末(403HWやNexus 6を除く)に対応した。
- 2015年10月に「Y!mobileメール」アプリがMMS/SMSに正式に対応(バージョン2.0.0)[49] し、Y!mobileブランド発足後の端末でMMS/SMS/Y!mobileメールをひとつのアプリで利用できるようになった。
- SoftBankメールでは非対応のNexus 5 EM01L(旧イー・モバイル)とNexus 6についても、動作確認済みである。

「Y!mobileメール」アプリは、SIMフリー端末やSIMロックを解除した他社端末でも、電話サービス(タイプ1)に適合しておれば、基本的に利用可能である。2017年11月29日現在のバージョンは3.7.2で、Android要件4.0.3以上 である。iPhone端末に、Y!mobileのホームページにて設定方法が公開されている。

## 料金体系

### 料金プラン
Y!mobileの料金プランは以下のとおりである。
- Y!mobile発足前の料金プランについては、こちら(旧ウィルコム料金体系・旧イー・モバイル料金プラン)を参照。

#### はじめに
「シェアプラン」及び一部の「Pocket WiFiプラン」を除き、契約期間が定められたプラン（契約更新月(契約期間満了月〜請求翌々月)以外の期間に解除した場合は契約解除料が発生）と、契約期間の定めのないプラン（ベーシックプラン・基本使用料は高めの設定）が選択可能であったが、電気通信事業法の改正に伴う料金プラン改定により、「スマホプラン」・「データプラン」・「ケータイプランSS」・「Pocket WiFiプラン」は、2019年10月以降、契約期間の定めのないプラン（ベーシックプラン）へ集約された。
また、「スマホベーシックプラン」と「ケータイベーシックプランSS」に関しては、2019年10月1日以降、契約更新月以外の期間であっても、2年以上の継続利用がある、または、機種変更と同時にプラン変更を行った場合は、変更前の料金プランにおける契約解除料が免除される。

#### シンプル
2023年10月3日からシンプル2を発表した。
シンプル2のS/M/Lのプランになった。(参考)
またシンプルのプランは、2023年10月2日もって受付終了した。
2021年2月18日から「スマホベーシックプラン」に替わって提供を開始したスマートフォン向け料金プラン。元々は、2020年12月下旬以降に「シンプル20」として提供を開始する予定だったが、UQモバイル対抗により、同時期に内容を改定して「シンプルL」に改められ、「シンプルS」と「シンプルM」を加えた3つの料金体系で提供される。
「スマホベーシックプラン」同様、いわゆる「持ち込み新規」（SIMカードのみの単体契約）も可能である。
- パケット定額制サービスは基本使用料に含まれており、高速データ通信容量はSが3GB、Mが15GB、Lが25GB（2020年12月の発表時点では、Mが10GB、Lが20GBだったが、サービス開始直前の2021年2月にそれぞれ5GBずつ増量）。
- 「スマホベーシックプラン」では含まれていた無料通話サービスは通話オプションとして分離された。通話オプションを付けない場合は別途通話料がかかる。
- 「スマホベーシックプラン」からの変更点として、Sは基本使用料を「スマホベーシックプランS」に比べて700円値下げ、Mは高速データ通信容量を「スマホベーシックプランM」に比べて5GB増量し、基本使用料が「スマホベーシックプランM」に比べて700円値下げされた。
- 従来の「スマホベーシックプラン」に適用されているサービスやキャンペーンは、「スーパーだれとでも定額(S)」の設定に伴って適用外となる「スーパーだれとでも定額」や2021年2月17日付で新規受付を終了した。「新規割」を除くほぼ全てが「シンプル」にも適用可能となる[53]。
- 2021年8月18日からは、「データくりこし」が導入され、当月分のデータ量が余った場合は翌月末まで繰越が可能となった。（同年8月17日までに本プランに加入した場合は、同年9月1日より、「データくりこし」が可能となる）。データ量はくりこし分から優先的に消費される[54]。

#### シェアプラン
2014年12月4日から提供を開始した子回線専用プランである。「シンプル」・「スマホプラン/スマホベーシックプラン」及び「データプラン/データベーシックプラン」契約者であれば申込が可能である。
- 加入月は子回線のみで通信量がカウントされ、高速データ通信容量は3GB。加入翌月からは、前記加入プラン（親回線）のデータ通信容量を子回線（最大3回線まで追加可能）に分けあうことが可能。
- 利用する端末が対応しておれば、SMSが利用できる。その際の通信料金は、受信は無料で送信は1通3円となる。
- 契約期間の定めはなし。
- ユニバーサルサービス料は不要。
- 親回線と同時加入の場合は、本プラン加入に伴う契約事務手数料は不要となる。
- シェアプランセット割の設定がある。

#### ケータイプランSS
2015年12月4日から提供を開始した、電話サービス（タイプ1）対応フィーチャーフォンの音声通話向け料金プランである（同時に、対応端末としてAQUOSケータイ 504SHが発売された）。
- 本プランは、SoftBankブランドの4Gケータイ向けに提供されていた「ホワイトプラン(ケータイ)[56]」とほぼ同内容で、パケット定額サービスのパケット通信料と上限額が異なる程度となる。
- 通話サービス部分は、旧イー・モバイル時代にEMOBILE 4G-S向けに提供されていた「4G-Sプラン」や旧ソフトバンクモバイル時代に提供開始された「ホワイトプラン」に類似する。
- 通話料はY!mobile同士または相手先がSoftBankブランドで1時から21時までの時間帯が無料で、それ以外（相手先が他社の通信キャリアや固定電話を含む）は所定の通話料がかかる[57]。
- SMSは受信は無料となるが、送信は通数単位の課金となり、Y!mobileブランド宛であっても有料となる。
- データ通信（メールを含む）を利用する場合は、「ベーシックパック（SoftBankブランドでの「ウェブ使用料(旧・S!ベーシックパック)」相当）」と「パケット定額」の加入が必要となる[58]。
  - 「パケット定額」は上限付の従量制課金となっており、1パケットにつき0.005円で90万パケット（110MB）で上限額に達する。高速データ通信容量は2.5GB。なお、データ通信の利用状況によっては、パケット定額サービスが基本使用料に含まれている「シンプルS」よりも高額の請求になる可能性がある。一方で、パケット通信の利用が無い月は「パケット定額」の料金が0円で、「ベーシックパック」の月額料金のみとなる。
  - 月途中に新規契約と同時加入する場合、初月分は「ベーシックパック」「パケット定額」共に月額料金が日割計算される。既契約者が月途中に加入または解除する場合は「ベーシックパック」のみ日割計算され、「パケット定額」は日割り計算されない。また、月途中に解約と同時に解除する場合は「ベーシックパック」「パケット定額」共に日割り計算されない。
- キャリアメールの利用は、「シンプル」の場合と異なり、送受信とも「パケット定額」のデータ通信容量にカウントされる。
- スマートフォンへ機種変更を行う場合、変更後の料金プランは機種変更の翌月から適用となり、機種変更の当月は本プランの「ベーシックパック」と「パケット定額」が適用される。なお、2018年6月29日から実施されているキャンペーン（ケータイプランSS利用料割引）により、機種変更当月は「ベーシックパック」の月額料が無料に、「パケット定額」の定額料が割引（定額料が最大割引額に満たない場合は、実際にかかったパケット定額料を上限に割引）となる[59]。
- 当初は2年間の定期契約ありと定期契約なし（ケータイベーシックプランSS）が選択可能であったが、2019年10月の料金プラン改定に伴い、契約期間なしの「ケータイベーシックプランSS」に集約。同時に「ケータイベーシックプランSS」の料金が1,500円値下げされ[60]、「ケータイプランSS」と同額の料金となった。

#### Pocket WiFiプラン
Pocket WiFi(モバイルWi-Fiルーター)向けの料金プランである。以前は端末に応じて適応されるプランが異なっているため複数のプランが存在していたが、2018年4月1日以降は「Pocket WiFiプラン2」と「Pocket WiFiプラン2ライト」の2種類に絞られ、2019年10月1日以降は「Pocket WiFiプラン2」のみに、契約種別も契約期間が無い「ベーシック」のみとなった。併せて、「ベーシック」の料金が2,000円値下げされ、契約種別「3年」と同額の料金となった。
- 高速データ通信容量は7GB。
- 5G対応端末の発売の伴い、2021年7月15日より利用料金据え置きで5Gの利用が可能となった（後述するアドバンスオプションで「アドバンスモード」選択時は5G非対応）。併せて、契約更新月以外に契約種別を「3年」から「ベーシック」へ変更した場合の契約解除料が同日付で免除された[61]。
- 「インターネットWi-Fi機能」を搭載した機種では、ソフトバンクWi-Fiスポットが無料で利用できる。

#### 新規受付を終了した料金プラン
新規受付の終了後も以下に述べる対象プランの既存契約者はプラン変更を行わない限り引き続き利用可能である。
- スマホプラン - タイプ2及びタイプ3（いずれも「スマホベーシックプラン」を含む）の契約は2015年9月30日付、タイプ1の契約についても「スマホベーシックプラン」への一本化に伴い2019年9月30日付で順次新規受付が終了となった。
- スマホベーシックプラン - 「スマホベーシックプランL」は2019年9月30日付、「スマホベーシックプランS/M/R」も「シンプル」へ移行のため2021年2月17日付で順次新規受付が終了となった。なお、「スマホベーシックプランR」は同年3月1日より改定となり、高速データ通信容量が6GB増量して20GBとなり、基本使用料が200円値下げされた[53]。
- データプラン - 「データベーシックプラン」への一本化に伴い、2019年9月30日付で新規受付を終了。
- データベーシックプラン - 2021年8月17日付で新規受付を終了。
- ケータイプランSS - 「ケータイベーシックプランSS」への一本化に伴い、2019年9月30日付で新規受付を終了。
- ケータイプラン - ケータイ（PHS）向けプラン。2018年3月31日付で新規受付を終了。本プランに関しては、PHSサービスの終了に伴い、2021年1月31日をもって提供も終了となった。
- Pocket WiFiプラン+ - 「Pocket WiFiプランL」の提供開始に伴い、2015年7月14日付で新規受付を終了。
- Pocket WiFiプランS - 契約種別「さんねん」は2015年11月3日付で新規受付を終了。「さんねん」以外の契約種別も2018年3月31日付で新規受付を終了
- Pocket WiFiプラン/L/SS - 2018年3月31日付で新規受付を終了。
- Pocket WiFiプラン2 - 契約種別「さんねん」「バリューセット」「バリューセットライト」は2019年9月30日付で新規受付を終了
- Pocket WiFiプラン2ライト - 2019年9月30日付で新規受付を終了。
- Pocket WiFi 海外データ定額 - 既存の「Pocket WiFiプラン2（ベーシック）」に世界100ヶ国以上で利用可能な「海外データ定額」を追加した701UC専用のプラン。別途海外利用料がかかるものの、国際ローミングよりも低料金で利用が可能であった。 2021年5月11日付で新規受付を終了。新規受付終了後は「世界対応ケータイ」に加入することで海外渡航時に自動で「海外パケットし放題」の利用が可能となる。

### パケット通信利用時の注意事項
パケット通信利用の際に、対象期間内に通信量を超過した場合、通信速度に制限がかかるので注意が必要である。通信速度の制限には、低速化と制御の2種類がある。
なお、PHSサービスにおけるパケット通信に関しては、2021年1月31日のサービス提供終了まで、通信容量に制限がなく、容量超過による通信速度の制限も設けられなかった。

#### 通信速度の低速化
当月のパケット通信利用量（データ通信量）が各料金プラン毎に設けられている高速データ通信容量を超過した場合、超過した日から末日まで通信速度が低速化される。低速化後の通信速度は料金プランによって異なる。
- シンプルM/L、スマホベーシックプランM/R - 最大1Mbps
  - 「スマホベーシックプランM/R」に関しては、2020年7月1日の料金プラン改定に伴って従来の最大128kbpsから最大1Mbpsに高速化され、既存契約者にも同日より適用された[63]。
- シンプルS、スマホベーシックプランS - 最大300kbps
  - 「スマホベーシックプランS」に関しては、2020年10月13日以前に契約した場合でも、2021年1月15日までに順次従来の最大128kbpsから最大300kbpsへ切り替えられた[64]。
- 上記以外の料金プラン - 最大128kbps

低速化した場合には、追加でデータ通信量を購入することで通信速度を通常の速度に戻すことができる。追加料金はごく一部の料金プランを除いて追加容量・料金が統一されており、1回につき0.5GB追加で500円となる。また、追加方法を「オートチャージ（快適モード）」に選択することで高速データ通信容量を超過しても自動的に容量が追加され、低速化されずに高速データ通信を維持することが可能である。追加回数は「無制限」のほかに、使いすぎ防止のため1回から14回までの上限回数を設定することが可能である。ただし、「スマホプラン」「スマホベーシックプラン」でタイプ3契約になっている場合、「オートチャージ」に対応していないので注意が必要である。

#### 通信速度の制御
一部のPocket WiFi向け料金プランにおいて、一定期間に大量の通信を利用する一部の契約者に対し、通信速度の制御が実施される場合がある。
- Pocket WiFiプラン2/L - アドバンスモード利用時に、前日までの3日間の利用通信量が標準モード利用時と合わせて8,389万パケット（約10GB）以上
- Pocket WiFiプラン+ - 前日までの3日間の利用通信量が839万パケット（約1GB）以上

制限期間は料金プランによって異なり、制限期間中は約1Mbpsを基準とした運用となる。
なお、「シンプル」や「ケータイベーシックプランSS」など、上記以外の料金プランの契約者については、通信速度の制御は行われない。

### オプションサービス

#### 通話オプション
月額料を支払うと、国内向け通話料が無料になる（ナビダイヤル宛の他、一部対象外の番号がある。対象外となる番号は、Y!mobileのホームページを参照のこと）。
- スーパーだれとでも定額

「スマホプラン」「スマホベーシックプラン」「ケータイプランSS」「ケータイベーシックプランSS」向けの完全定額制通話オプション。
- - 月額料は1,000円。
  - 2021年1月31日まではPHS向けの「ケータイプラン」にも提供されていた。定額料は1,500円とスマートフォン・ケータイ向けよりも割高になるものの、モデムでの利用を含めてパケット通信も月額料のみで利用可能であった。
- スーパーだれとでも定額(S)

「シンプル」向けの完全定額制通話オプション。
- - 月額料は1,700円。
  - 「スーパーだれとでも定額」を適応している契約者が「シンプル」にプラン変更した場合、「スーパーだれとでも定額」が自動解約となるため、同等のオプションを求める場合は改めて本オプションを追加する必要がある。
  - 契約者が60歳以上（Y!mobileのシステムに登録された使用者年齢が、対象プランの契約・本オプションの申込・機種や料金プランの変更など情報変更の申込のいずれかの時点で60歳以上になる）場合、対象プラン外への変更や解約などを行わない限り、月額料が永年割引となるキャンペーン（60歳以上 通話ずーっと割引キャンペーン）が存在する[68]。
- だれとでも定額

制限付き定額制通話オプション。2021年1月31日まではPHS向け料金プランである「ケータイプラン」や「プランW」対象のオプションだったが、同年2月18日よりスマートフォン向け料金プランである「シンプル」対象の通話オプションとして名称を復活した。
- - 月額料は700円。1回あたり10分以内の国内通話が無料となる。
  - PHS向けに提供されていたオプションから変更された点として、月額料が割安（PHS向けでは934円）となり、PHS向けでは月500回までとなっていた回数制限が設けられていない（回数無制限）の違いがある。
  - 「ケータイプランSS」「ケータイベーシックプランSS」には「だれとでも定額」同等の制限付き定額制通話オプションは用意されていない。

#### データ通信オプション
- データ増量オプション[69]

「シンプル」「スマホプラン」「スマホベーシックプラン」契約者を対象とし、月額料を支払うことで高速データ通信容量が増量可能となるオプション。増量分は料金プランによって異なり、「スマホプランS」「スマホベーシックプランS」は1GB、「シンプルS」は2GB、「スマホプランM」「スマホベーシックプランM/R」は3GB、「シンプルM/L」は5GB、「スマホプランL」「スマホベーシックプランL」は7GBとなる。
本オプションは2016年8月1日より、「データ容量2倍オプション」として提供を開始したが、2018年9月1日付で現在の名称に変更された。
- - 月額料は500円。但し、初回申込の場合は当月の月額料が無料となる。
  - 新規契約・契約変更または機種変更と同時に申込んだ場合は申込当月より、それ以外の場合は申込翌月より適応される。
  - 「スマホプラン」や「スマホベーシックプラン」の場合、本オプションを付加していても、高速データ通信容量を超過すると、通信速度は低速化する。「スマホプランS」や「スマホベーシックプランS」を例にとると、3GBを超過すると低速化し、残りの1GB（増量分）については、
    - 低速化の都度、低速化解除手続きを行う。
    - あらかじめ「オートチャージ」（前述）の設定により低速化しないようにする。

  - のいずれかの方法で利用することになるが、その際の低速化解除手数料が2回分（スマホプランM/L、スマホベーシックプランM/R/Lについても同様に増量部分を0.5GBで割った回数分）割引になる形をとっている。
    - 実際に手数料の割引が請求金額に反映されるのは、当該料金月の請求金額が確定した時点である。

  - 2021年8月18日（同年8月17日以前に加入した場合は、同年9月1日）より、「シンプル」向けの「データ通信オプション」が改定され、「シンプルS」は1GBから2倍の2GBに、「シンプルM/L」は3GBから5GBにそれぞれ増量。増量分の余ったデータ量も翌月へのくりこしが可能となった。併せて、増量分全てを高速データ通信容量に加算される方法に変更され、前述した低速化解除手続きが不要となった[54]。このため、「オートチャージ」を設定している場合は、同年9月1日以降、「My Y!mobile」で「オートチャージ」の設定を「OFF」にする必要がある（「スマホプラン」や「スマホベーシックプラン」で「データ増量オプション」に加入しており、且つ、「オートチャージ」を設定しているユーザーが料金プランを「シンプル」に変更した場合も同様に低速解除化手続きが不要となるため、「オートチャージ」の設定を「OFF」にする必要がある）。
  - なお、本オプションに初めて加入した場合、申込翌月から12か月間（申込初月を含めて13か月間）無料となるキャンペーン（データ増量無料キャンペーン2）が存在する[70]。
- アドバンスオプション
- Pocket WiFiプラン2契約者を対象とし、月額料を支払うことで高速データ通信容量が無制限となる。
  - 月額料は684円。但し、初回申込の場合は当月の月額料が無料となる。
  - 「アドバンスモード」を利用するには、端末を「アドバンスモード」へ設定変更する必要がある。通信方式はTDD-LTEとAXGPの2種類が利用可能となる。

#### 新規受付を終了したオプションサービス
以下のサービスはサービス自体の解約や対象外プランへのプラン変更を行わない限り継続利用が可能である。
- データプランシェア - 「スマホプラン」のタイプ1契約を親回線として、親回線契約者が「データプランS」1回線を子回線として登録することにより、それぞれの契約プランの高速データ通信容量を合算（例えば、6GBの「スマホプランM」と1GBの「データプランS」を親子にすると合計で7GB）して、それぞれの契約回線で共用可能となるオプションサービス。月額料は無料であった。2019年10月1日の料金改定に伴い、同年9月30日をもって新規受付を終了。以降は子回線専用料金プランの「シェアプラン」が代替サービスとなる。

### 割引サービス
割引サービスを適用する際、各種適用条件の可否があるため、公式サイトも参考のこと。

#### 個人向け
- シェアプランセット割
  - 対象プラン：親回線がシンプルM/L、スマホプランM/L、スマホベーシックプランM/R/L、データプランL、データベーシックプランLのシェアプラン契約
  - 加入月の翌月から「シェアプラン」の基本使用料が「スマホプランL」「スマホベーシックプランL」「データプランL」「データベーシックプランL」の場合は全額割引により無料、「シンプルM/L」「スマホプランM」「スマホベーシックプランM/R」の場合は半額となる。
- 家族割引サービス[71]
- 対象の料金プランで契約した場合に、副回線（最大9回線まで）の基本使用料等を割引するサービス。副回線における割引等の内容は次の通り。
  - 料金プランの基本使用料割引（割引額は料金プランによって異なる）
  - ユニバーサルサービス料の無料化（「シンプル」は除く）
  - 主回線や副回線がY!mobileのネットワークを提供するMVNO（ノジマ、ヤマダデンキ、ラネット、ジャパネットたかた）のサービスであっても割引の適用対象となる。
- おうち割
  - 対象の料金プラン・固定通信サービス・電力サービスをまとめることで、対象の料金プランの基本使用料が割引となるサービス。
  - 2015年3月1日[注釈 2] よりスマートフォン向けの指定料金プランと固定通信サービスの契約を対象としたセット割引サービスとして「光おトク割」が提供されていたが[72]、2017年4月11日に対象プランの拡大（スマートフォンだけでなく、タブレット(データ通信)やPocket WiFiにも拡大適応）及び割引内容の見直し（スマートフォンの契約回線数に応じた利用料金の割引から対象の料金プランに応じた基本使用料の割引に変更）を受けて「光セット割」にリニューアルされた[73]。
  - 2017年10月にグループ会社のSBパワーの電力供給により提供される電力サービス「おうちでんき」のワイモバイルショップ及びY!mobile取扱店での取扱開始に合わせて電力サービスとのセット割引「おうち割 でんきセット(A)」の提供が開始され、これに伴い、既存の「光セット割」は同年10月2日に「おうち割 光セット(A)」へ名称変更（既に「光セット割」で契約した場合も同日付で「おうち割 光セット(A)」へ名称を統一）され、セット割引の名称を「おうち割」に統一された[74]。
  - 「おうち割 光セット(A)」は、対象の料金プランと固定通信サービス（光回線を用いた「SoftBank 光」、ワイヤレスシティプランニング社のAXGP回線を用いた「SoftBank Air」、一部地域で提供されている「Yahoo! BB 光シティ」のいずれか一つ）をセットにすることで対象の料金プランの割引が適用される。「SoftBank 光」で割引を適用するには「自動更新ありプラン」で、且つ、指定オプションの追加が必要となる[75]。また、割引額は対象となる料金プランによって異なる。
  - 「おうち割 でんきセット(A)」は、対象の料金プランと電力サービスをセットにすることで、対象の料金プランに対して最大10回線まで一定額の割引が適用される（なお、割引額は24カ月目までと25か月目以降で異なる）。電力サービスは「おうちでんき」が基本となるが、「おうちでんき」が提供されない北陸と九州については、北陸電力又は九州電力の対象プランにより同等の割引が適応される「おうち割 北陸電力 でんきセット(A)[76]」「おうち割 九州電力 でんきセット(A)[77]」が提供される。なお、「おうち割 九州電力 でんきセット(A)」については、九州電力の「キレイライフプラス」会員への登録も必要となる。
  - 対象の料金プラン・固定通信サービス・電力サービスの3つをまとめて、「おうち割 光セット(A)」と「おうち割 でんきセット(A)」を併用することも可能である。

#### 法人向け
- 法人契約割引
  - 料金改定に伴って2019年10月1日よりサービスを開始した法人向け割引サービスで、従来の「法人割引サービス」と「ビズ割サービス」が一つに統合された。
  - 法人名義にて「シンプル」又は「スマホベーシックプラン」を2回線以上（対象の料金プランであれば組み合わせは自由）で契約し、請求先を一つにまとめることで対象となる全ての回線の基本使用料が割引となる。
  - なお、従来の「法人割引サービス」及び「ビズ割サービス」と比べ、「法人割引サービス」のみの適用となる2回線から5回線までの場合は割引額が増額（500円→700円）されるが、「法人割引サービス」と「ビズ割サービス」が併用される6回線以上の場合は割引額が減額（1,000円→700円）された。

#### 新規受付を終了した割引サービス
- スマホプラン割引 - 「新規」「他社(ディズニー・モバイル・オン・ソフトバンクを除く)からのMNP転入」による契約を対象に、加入月から25か月間、「スマホプラン」の基本使用料が割引となる。2018年6月1日の「スマホプラン」のプラン改定に伴って新規受付を終了し、既存の割引対象者についても新料金の適用に伴い、割引の適用が終了された[78]。
- ずっとおトク割 - 指定した端末の購入と同時に「Pocket WiFiプラン（契約種別「ベーシック」は対象外）」に加入することで、対象プランの基本使用料が割引となるサービス。期間の定めなく加入期間中は適用され、前述の「おトク割」と異なり、一定の契約期間経過後の割引額の減額がない。適用対象の料金プランである「Pocket WiFiプラン」の新規受付終了に伴い、2018年3月31日をもって新規受付を終了した。なお、プラン変更を行わない限り、新規受付終了後も割引が継続される。
- おトク割 - 端末（Pocket WiFiプランの場合は指定端末）の購入と同時に「データプラン（データベーシックプランを除く）」や「Pocket WiFiプラン（+/SS/S/L/2/2ライトが対象、SS以外は契約種別「ベーシック」を除く）に加入することで対象プランの基本使用料が割引となるサービス。割引適用期間は対象のプランによって異なり、「データプラン」と「Pocket WiFiプラン2/2ライト」は加入月から37カ月間、「Pocket WiFiプランSS」は加入月から36カ月間適用された。「Pocket WiFiプランL/S/+」は期間の定めなく加入期間中は適用されるが、「Pocket WiFiプラン+」は加入月から25カ月目以降、「Pocket WiFiプランL/S」は加入月から37カ月目以降に割引額がそれぞれ減額された。2018年6月1日の料金プラン改定に伴って新規受付を終了し、既存の割引対象者についても新料金への適用に伴って割引の適用も終了された。
- 長期利用割引 - 「スマホプラン」及び一部の「Pocket WiFiプラン」の契約者を対象に、対象プランに初めて加入した月を1か月目とし、「Pocket WiFiプラン+（にねん）」は24か月間、「スマホプラン」は25か月間、「Pocket WiFiプランS/SS/L（さんねん）」は36か月間、「データプランS/L」と「Pocket WiFiプラン2/2ライト（さんねん）」は37か月間継続利用した時に、その翌月以降の基本使用料が毎月割引になるサービス。2018年6月1日の料金プラン改定に伴って新規受付を終了し、既存の割引対象者についても新料金への適用に伴って割引の適用も終了された。
- 月額割引 - 後述する「バリュースタイル」に加入し、Y!mobile指定の端末を購入した場合に、利用料金（基本使用料やオプションサービス月額料など）から一定額を最大24カ月間又は36カ月間にわたり割引となるサービス。Pocket WiFiを新規契約で申し込んだ場合は端末購入当月から、スマートフォンなどそれ以外の場合は端末購入翌月から割引が適用される。また、SIMフリー端末向けの「バリュースタイル(F)」に対応した「月額割引(F)」も提供されていた。2019年10月1日からの料金改定に伴い、同年9月30日をもって新規受付を終了した（新規受付終了に伴い、「バリュースタイル」は2020年6月9日に提供を終了するまで、「月額割引」は適用されなかった）。なお、新規受付終了までに申し込んだ場合は、申込時の条件のままで適用期間が終了するまで割引が継続される。
- ワンキュッパ割 - 「新規」「他社からのMNP転入」「ディズニー・モバイル・オン・ソフトバンクからのMNP転入」「SoftBankブランドからの番号移行」「指定の料金プラン契約者の機種変更・契約変更」による個人契約を対象に、加入翌月から12カ月間、「スマホプラン」の基本使用料が割引となる。また、前記「スマホプラン割引」との同時適応も可能であった。2019年10月1日の料金改定に伴い、同年9月30日をもって新規受付が終了となった。
- 新規割 - 「スマホベーシックプラン」の契約者を対象に、新規・他社からのMNP転入（SoftBankブランドからの番号移行を含む）・PHSや旧イー・モバイル4G-Sからの契約変更を対象に、加入翌月から6カ月間、基本使用料が割引となるサービス。スマートフォン向け料金プランを「シンプル」へ移行したことに伴い、2021年2月17日をもって新規受付が終了となった。
- W-VALUE SELECT - 旧ウィルコムブランドから提供されていた電話機の購入にあたって支払方法の選択が可能なサービス。ケータイ（PHS）を購入した場合には、最大24カ月間又は36カ月間にわたり、使用料（基本使用料など）を一定額割引する「W-VALUE割引」も適用されていた。2017年6月30日付で新規受付を終了した[79]。
- バリュースタイル - Y!mobileが指定した端末を購入し、対象の料金プラン[80][81] を契約することで、端末をバリュースタイル販売価格（「バリュースタイル」以外での販売価格と異なる場合がある）で購入可能にするサービス。支払方法は一回払い又は分割払いを選択可能で、分割払いの場合は端末により24回又は36回で、その範囲内であっても契約者は任意の分割回数を指定することができなかった。また、SIMフリー端末向けに、24回の分割払いでの購入を可能にする「バリュースタイル(F)」も設定されていた。2020年6月9日をもって提供を終了し、以降は端末購入時に支払方法を選択可能にする方式に変更された。
- 法人かけ放題プログラム - 新規契約または機種変更により、「ケータイプラン」と「だれとでも定額」又は「スーパーだれとでも定額」をセットで加入した場合、「ケータイプラン」の基本使用料が無料となる法人向け割引サービス。適用対象の料金プランである「ケータイプラン」の新規並びに変更受付の停止に伴い、2018年3月31日をもって新規受付を終了し、PHSサービスの提供終了に伴い、2021年1月31日をもってサービス提供も終了された。
- 法人割引サービス/ビズ割サービス - 法人名義で「スマホプラン」を複数回線契約し、請求先を一つにまとめることで各回線分の基本使用料が割引となる法人向け割引サービス。「法人割引サービス」は2回線以上、「ビズ割サービス」は6回線以上でそれぞれ適用され、6回線以上の場合は両方の割引サービスが適用される。適用対象の料金プランである「スマホプラン」の新規受付終了に伴い、2019年9月30日をもって新規受付を終了した。なお、割引サービスを利用中の場合は、プラン変更を行わない限り、新規受付終了後も割引が継続される。

### いわゆる「持ち込み新規」
- 3G/4G端末の場合[82]
  - SIMフリー端末やSIMロック解除済み端末の「持ち込み新規」が可能である。但し、周波数帯の対応状況などをあらかじめ調べておく必要がある。なお、ワイモバイルにおいても一部の社外SIMフリー端末を販売するようになった。
    - 「おすすめ」と称して複数のSIMフリー端末が紹介されている[83] が、大半は海外メーカーの発売品である。
    - 公式オンラインストアではいくつかの端末をSIMカードとセット販売している。また、ワイモバイルショップのうちSIMフリー端末取扱店での販売は一部のメーカー品に限られている。

  - したがって「おすすめ」として紹介されている端末の全てを取り扱っているわけではない。
  - 「スマホプラン」又は「シェアプラン」での契約が可能。2021年2月18日以降は「スマホプラン」に替わり「シンプル」で契約が可能となる。
  - 提供されるSIMカードはmicroSIM、nanoSIMの2種類で、標準サイズSIMは提供されていない。
  - タイプ1で使用する回線での提供となる。
  - VoLTEについては、2017年11月以降は別途の申込みを要しない標準サービスとなった[84]。
    - 当初は持込み端末がVoLTE対応であっても、VoLTEオプションの加入手続きがMy Y!mobileでできなかった。但し、公式オンラインストアで扱っているSIMフリー端末の申込み画面では、VoLTEオプションの選択が可能になっていた。

  - 動作確認機種としてあげられているSIMフリー(およびSIMロック解除した)のiPhoneについては、過去にテザリングがつかえないとの記載があった。但し、SIMフリーのiPhoneについては2017年6月1日以降の新規契約者から利用可能となり、それ以前の契約者についても同年9月7日現在利用可能である。
- PHSの場合
  - 2018年3月31日にPHSの新規契約受付は終了となった。
  - それ以前は、指定端末[85] に限り「持ち込み新規」が可能であった。基本的には、修理受付が終わっていない端末で、AIR発番に対応した端末であれば可能だが、タイプ3の端末やPHSと3G/4G回線の抱き合わせ契約となる端末の持ち込みは不可としている。また、店舗によっては、端末毎に対応可否が異なるケースもあるため、カスタマーセンターでは、事前に手続きを行う予定のショップに問い合わせすることを推奨していた。
  - 2021年1月31日をもってPHSサービス提供終了。

## 料金請求形態
利用料金の請求業態は契約内容によって異なる。
- PHSまたは「電話サービス(タイプ3)」で音声契約した場合や、旧ウィルコムからのユーザー

旧ウィルコムの料金システムを継承
- データ契約した場合（ただし、40x系以前の端末向けのプランでの契約）や、旧EMOBILE 4G-S契約を除く旧イー・アクセスからのユーザー

旧イー・アクセスの料金請求システムを継承
- 「電話サービス(タイプ1・2)」で契約した場合（SIMカードでの契約を含む）や、旧EMOBILE 4G-Sで契約した。旧イー・アクセスからのユーザーおよび50x系以降のデータ端末向けのプランを契約しているユーザー

SoftBankブランドでの契約の末日締扱いと同等の請求方法となり、ソフトバンクからの直接請求（2015年3月末までは、ワイモバイルがソフトバンクモバイルに請求を委託していた。)
このため、口座振替の場合は、契約内容により引落日が毎月26日になるケースと27日になるケースがある。
- 26日引落分は、ソフトバンクによる自社直接請求ないしはセディナ（現・SMBCファイナンスサービス）からの収納代行によるもの。

（PHS契約の場合は、原則セディナ（現・SMBCファイナンスサービス）からの収納代行を利用するが、引落口座が三菱東京UFJ銀行の場合とゆうちょ銀行自動振替による引落の場合のみ、収納代行を利用せず、ソフトバンクからの自社直接請求）。
- 27日引落分（従来のイー・アクセスの請求形態）は、セディナを吸収する以前のSMBCファイナンスサービスからの収納代行によるもの[86]。

いずれも、セディナ（現・SMBCファイナンスサービス）に収納代行させる金融機関からの引き落としの場合は、「セディナ（ワイモバイル）」や「セディナ（ソフトバンクMB）」（2021年1月以降の引き落としは、「SMFS（ワイモバイル）」や「SMFS（ソフトバンクMB）」）のように、PHSかY!mobileブランドのスマートフォン（元のEMOBILE 4G-Sを含む）かの区別は可能となっている。口座振替のお知らせ・ご利用料金のご案内など請求書はMy Y!mobileにアクセスして確認することになる。
紙ベースの請求書発行時(個人契約の利用者が発行を希望する場合、一部の例外を除き有料)についても、上述の請求元(システム)に応じて請求書の形態が異なる。
- EMOBILE 4G-Sを除くイー・アクセス旧契約とデータ通信契約（50x以降の端末を契約した場合を除く）は封書
- PHS及び上記以外ははがき(SoftBankブランドと同じ形態)

(振込先も、EMOBILE 4G-Sを除くイー・アクセス旧契約とデータ通信契約（50x以降の端末を契約した場合を除く）が銀行振込不可、PHS契約が三菱東京UFJ銀行東京営業部、従前においてソフトバンクモバイル（現・ソフトバンク）が受託していたものはSoftBankと同じく三井住友銀行本店営業部となる。振込手数料は自己負担)
料金支払いの際、口座振替やクレジットカード決済やデビットカードブランドの場合は払込手数料もしくは収納手数料は課金されない。但し、期日未決済(未払い)のため請求書を発行した場合は、請求書発行手数料が発生する。
請求書に基づく支払方法は次のとおりである。
- 金融機関(一部を除く)の窓口での支払い

振込手数料および払込処理手数料が発生する。
- コンビニエンスストアでの支払い

収納手数料(2017年11月発行分以降・請求金額により異なる)および払込処理手数料が発生する。
- Y!mobileのキャリアショップ店頭での支払い

2017年10月3日以降は原則として収納手数料200円が発生する。
期日未決済となった料金の支払い方法としては、前述の請求書に基づく支払い方法のほか、契約形態によってはMy Y!mobileにて
- クレジットカードを利用した決済
- デビットカード(JCB・VISA・MasterCardなど、一部のカードを利用した決済可能
- 支払い番号の発行を受け、「ペイジー(Pay-easy)」やコンビニエンスストアで支払う

ことも可能である(手数料300円が発生する)。

## サービス拠点等

### キャリアショップ

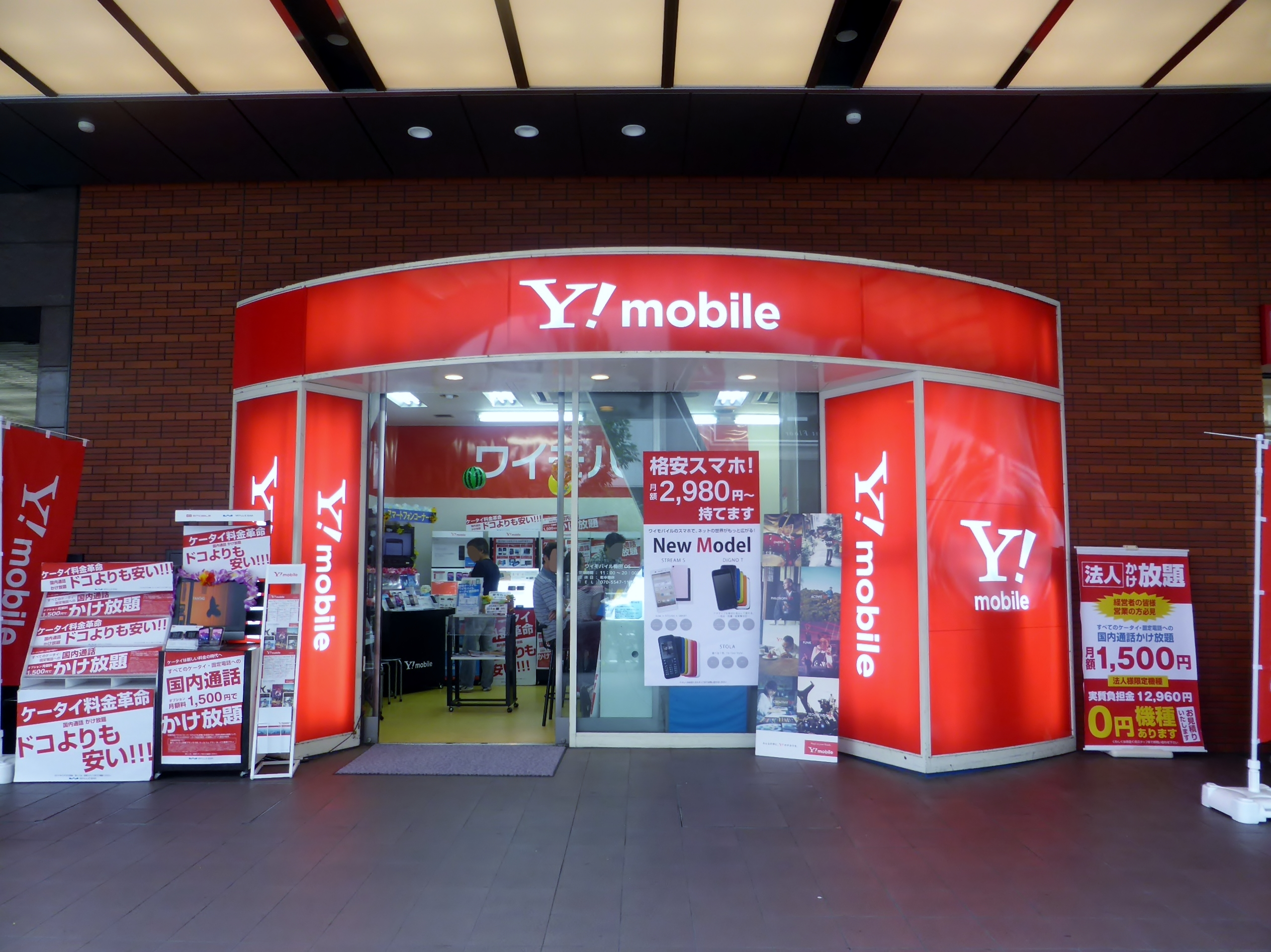
ワイモバイル梅田OS(大阪府大阪市北区)

キャリアショップについては、2014年8月に、従来の「イー・モバイル」店舗（一部を除き「ウィルコムスポット」を併設）と「ウィルコムプラザ」（一部の拠点では「イー・モバイル スポット」を併設）および、「ウィルコムカウンター」の一部店舗のブランド及びサービスレベルを統一して、「ワイモバイル」となった。
各店舗の名称は、「ワイモバイル○○」のようになり、「ショップ」という文字は各店舗の名称には含まれない。
ウィルコムプラザが前身の店舗と従前の「イー・モバイル」店舗が前身の店舗の一部は、PHS番号（イエデンワ2・WX05A）を店舗への連絡用番号としてワイモバイルのホームページ上で公開していた（その場合であっても、店頭で発行される契約・説明文書や料金の領収書に印字・記載されるショップの電話番号は、固定電話の番号となるショップもある）。家電量販店に併設された「ワイモバイルショップ」店舗の一部（主に、旧イー・モバイルのショップ店併設拠点および旧・ウィルコムカウンターの店舗）は、量販店の代表番号とは別に、直通の固定番号を公開している拠点もある。
直営店は、それぞれ、ワイモバイルが六本木に1ヶ店、ウィルコム沖縄が沖縄県内に3ヶ店設けており、それ以外はすべて代理店運営となっている。
ワイモバイルのソフトバンクモバイルへの吸収合併後も、ソフトバンクのショップ店とワイモバイルのショップ店は双方のブランドを同一地で運営している拠点を含めて従来通り個々で存続されている。
SoftBankブランドの契約者のワイモバイルショップでの手続きはできない。ただし、例外的にiPhone取扱店となっている拠点は、MNPを含む新規契約ないしは既存のY!mobileブランド(旧ブランド契約を含む)からの契約変更により、SoftBankブランド契約のiPhoneの加入が可能となっている。なお、2016年3月4日からは、Y!mobileブランド契約のiPhoneの取扱が開始される予定となっており、その後の対応については明らかにされていない。

### カスタマーセンター
電話による問い合わせ窓口は、旧ウィルコムが使用していたナビダイヤルと自動音声のみのフリーコールDXで統一され、旧イー・モバイルのフリーダイヤルは、旧来からの利用者向けに2015年2月25日（当初は2014年10月31日までとなっていたが変更）まで並行して利用可能で、以降は廃止された。
名称は、旧イー・アクセス側の「カスタマーセンター」を継承した（ウィルコムは「サービスセンター」名称だった）。
ナビダイヤル番号宛は、他社同様に各無料通話等の対象外(NTTコミュニケーションズ経由で合算請求される)だが、Y!mobileブランド契約で、だれとでも定額相当の通話が利用できる回線については、ナビダイヤルと同じ通話先に繋がる151は、当該無料通話の対象内となる(基本料金プランやオプションの付加状況に応じて、10分以内までや無制限などの違いはある)。
しかし
かつては、
(151)は、無料だったが、2021年3月から有料になる。
その代わりに
2021年5月1日から
(0120-921-156）
又は、
(044-382-0800)なった。

### 利用者専用ログインサイト
ワイモバイル発足前は、旧来の「My WILLCOM」および「My EMOBILE」並びにEMOBILE 4G-Sなどの利用者が「My SoftBank」に乗り入れるという形で、ログインサイトが旧社・利用形態ごとに分かれていたが、ワイモバイル発足後(2014年8月以降)は、名称を「My Y!mobile」に統一した。
最初に表示される「My Y!mobileログイン」画面にて端末種類や契約形態を選択した後に、選択に応じたログイン情報を入力するサイト(以下の三種類のいずれか)が表示される。
「My WILLCOM」ベースのログインサイト
ログイン後に表示されるウェブサイトが、契約形態によって異なり(URLを見ると、My WILLCOM  とMy EMOBILEが存在)、表示される項目も若干の違いがある。
- EMOBILE 4G-S利用者、旧ウィルコム利用者
- 2014年8月以降に音声契約をした利用者

（持ち込み新規等にて旧イー・モバイルブランドの料金プランで契約した場合を除く）
- 50x以降の端末向けプランでのデータ端末での契約

「My EMOBILE」ベース(2つにわかれる)
- STREAM Xおよび旧イー・アクセス(EMOBILE 3G/4G/LTE)のサービス利用者向けのログインサイト

(従来通り、emobile.ne.jpのアドレスが利用可能)
- 2014年8月以降にデータ契約をした利用者（ただし、40x系以前の端末向けのプラン）向けのログインサイト

(SIMに記録されている電話番号がログインIDとなる)
なお、旧EMOBILE 4G-S契約者とタイプ1契約者の場合、メールアドレスの設定関係は、「My SoftBank」の設定にリダイレクトされるため、Y!mobileブランド移行後も、「My SoftBank」へのログイン自体は可能。
また、使用するアプリによっては、My SoftBankでの認証が必要な場合があり(例「電波改善要望」など)、その場合は、SoftBankブランド契約と同様にログインして使用する形となる(全く同一というわけではないので、アプリによっては出来ないものもある)。

## 通信端末

### 通話端末
2014年には、PHS端末SMSおよびMNP転入が可能。但し一部機種は、端末ファームウェアのアップデート要。「モバイル迷惑電話チェッカー(オプション契約要)」や「緊急速報メール」に対応。ブラウザ搭載端末は、アップデートにより、SHA-2に対応。
- 日本無線製
  - 301JR|BISINESTA(ビジネスタ) 301JR　8月1日発売、ケータイ
    - 法人向け専用モデルで、個人向けには販売されていない。形状はストレート型。
    - 内蔵型と引き出し型のダブルアンテナで安定した通信品質を実現し、ノイズキャンセラー機能も備えている。
    - USB接続によるテザリング(4xパケット(W-OAM対応)・PIAFS)に対応。
    - IPX5/IPX7等級相当の防水性能とIP5X等級相当の防塵性能を備える。
    - ICレコーダー機能、リモートロック機能、管理者ロック機能といったビジネスシーンに向けた機能を搭載する。
    - 自営標準第2版（電波産業会が策定した第二世代コードレス電話システム規格の一部）や「W-VPN」に対応しており、事務所用コードレスシステムに対応したPBXに登録することでオフィス用の内線子機としてそのまま使え、外出先からでも内線番号のみで呼び出すことができる。
    - カメラは非搭載(セキュリティ上カメラの持ち込みが禁止されている場所でも使用できる)。
- 京セラ製
  - STOLA(ストラ) 301KC　9月4日発売、ケータイ
    - 連続通話時間約10.5時間、連続待受時間約1,020時間(いずれも最大値)。
    - 通話・赤外線通信・ライトメール・SMS(ファームウェアのアップデート後に、SMS利用のアクティベート作業を行うことで利用可能)に特化した軽量・コンパクト設計のストレート型端末。

Eメール、テザリング、本体でのウェブブラウジングには対応しない。カメラは非搭載。
リアカバーが別売りで5色用意されており、着せ替えが可能。

## サービス
Y!mobileサービスの初期登録を行うことにより、以下のサービスを利用できる。
2019年8月1日からは、「Yahoo!プレミアム for Y!mobile」や「Enjoyパック」で適用されるYahoo!ショッピングでの付与特典が期間限定Tポイントから有効期限付き電子マネーのPayPayボーナスライトへ変更。2021年2月1日（同日以降に付与が完了する分）からは、有効期限がない電子マネーであるPayPayボーナスへ変更された。
2021年5月10日からPayPayボーナスをPayPayポイントに変更された。
◆をつけた項目については、次の場合にサービス対象外となる。
- Android版Yahoo! JAPANアプリの利用ができない環境(例えばSurface 3から利用の場合)。
- スマートフォン版Yahoo! JAPANのトップページへのアクセスができない場合(一部機種では、ワイモバイルが指定したブラウザで閲覧しない場合)。

Yahoo!プレミアム for Y!mobile
「シンプル」・「スマホプラン」・「スマホベーシックプラン」・「データプラン」・「データベーシックプラン」契約者を対象とした、Yahoo!プレミアム会員と同等のサービスを受けることができるサービス である。主なものとしては、
- - 「Yahoo!ショッピング」など対象のECサイトで電子マネーのPayPayボーナスの付与
  - 「お買いもの安心補償」や「読み放題プレミアムbyブック放題」の無償付帯
  - 「ヤフオク!」の落札システム利用料の優遇
  - 後述する「Yahoo!かんたんバックアップ」のデータ容量を無制限化

なお、本特典は2021年2月1日時点での情報で、変更される場合があるので、最新の特典内容は公式ホームページを参照のこと。
もともとは後述する「Enjoyパック」の一部として提供を開始したが、2017年2月1日からは「スマホプラン」や「データプラン」契約者向けには申込不要且つ無料で提供されるようになり、既に対象の料金プランを契約し、利用開始設定を済ませている契約者はサービス開始日以降に自動適用される。2021年2月18日より、提供が開始された「シンプル」も申し込み不要且つ無料で利用可能である。
Enjoyパック
「シンプル」・「スマホプラン」・「スマホベーシックプラン」・「ケータイプランSS」・「ケータイベーシックプランSS」・「データプラン」・「データベーシックプラン」・「データSIMプラン」契約者を対象とした有料サービス。
- - 月額料は500円だが、初回申込に限り、初月分の月額料が無料である。
  - 特典は以下の通り
    - 「PayPayモール」や「Yahoo!ショッピング」で利用可能な割引クーポンの進呈（毎月1回、2017年2月1日以降の追加特典[95]、2019年10月1日より、「PayPayモール」にも適用拡大[96]）
    - PayPayボーナスの増額（前述の「Yahoo!プレミアム for Y!mobile」での特典に加えて5%相当分を上乗せ）
    - 各料金プランの高速データ通信容量を超え、通信速度が低速化した際の低速化解除料金が500円分（1回分）割引となる
      - 「データプランシェア」契約の子回線となっている回線でのパック加入を除く

    - 「ケータイプランSS」・「ケータイベーシックプランSS」・「データSIMプラン」契約者は本パック加入により、「Yahoo!プレミアム for Y!mobile」の利用が可能となる。
    - サービス開始当初はPocket WiFi向けにも提供されていたが、2019年8月1日の特典変更によりPocket WiFiではPayPayの登録・利用が不可となることに伴い、同年6月30日をもって新規申込受付を終了した[97]。

パケットマイレージ
- 「シンプル」・「スマホプラン」・「スマホベーシックプラン」・「ケータイプランSS」・「ケータイベーシックプランSS」を対象に、Yahoo! JAPANなどのサービスを利用することでマイルが貯まり、貯まったマイルのランクに応じてデータ容量の追加料金が無料となるサービス。
  - 当月(1日〜末日)に80マイル以上獲得すると、獲得マイル数に対応するランク（4ランクある）が決定する。これに基づき、翌月分の「スマホプラン」における契約容量超過による低速化解除料金が、一定回数分（ランクにより1回〜無制限）無料となる[94]。
  - マイルをもらうには電話番号と連携済みのYahoo! JAPAN IDでログインした状態でアプリやトップページを利用する必要がある。
  - 2018年10月16日にリニューアルされることが発表され、「パケットマイレージ」のサイト経由で対象のサービスのサイトの閲覧や利用を行った場合でもマイルが加算されるようになった[98]。

マイルを貯める方法
- - ◆Yahoo! JAPANデイリーアクセスマイル

スマートフォン版Yahoo! JAPANのトップページにログインして利用することで、契約料金プランに応じた一定のマイルが毎日加算される。
Yahoo! JAPANアプリに初めてログインして利用すると、「Yahoo! JAPANアプリ初回ログインボーナス」として1回だけボーナスマイルがもらえる。
「パケットマイレージ」の対象外プランから対象プランに月途中で変更した場合や、新規・MNPにより「パケットマイレージ」対象プランに契約した場合は、加入当月に限り、「スマホプランL」・「スマホベーシックプランL」の場合と同じ1日7マイルに優遇される。
- - ショッピングマイル
    - 2014年11月13日16時開始
    - 「Yahoo!ショッピング」や「ヤフオク!」での購入ごとにマイルを獲得可能。開始当初は最大で100マイル/月の上限が設けられていたが、リニューアルに伴って、2018年10月16日以降は無制限に変更された[98]。

  - サービス利用マイル
    - 対象となるサービスの条件を満たしたアクションを行うと、各サービス条件に基づき、1つのサービスにつき一定のマイルが獲得される。

  - ◆パケくじ

スマートフォン版Yahoo!JAPANトップページ にログインして5日訪問するごとにくじを1回引く権利が付与される。
特典に当選された場合にはマイルが付与されるが、他のサービス優遇が受けられる「特賞」が出る場合がある。
注意事項
- - 「スマホプラン」でタイプを変更する場合、既存契約（変更前契約）の解約と新規契約（変更後契約）の手続きが必要なため、変更前契約の特典を変更後契約に引き継ぐことはできない。また、タイプ変更後に変更前と異なるIDを登録した場合、変更前のIDで獲得していたマイルがリセットされるので注意が必要である[100]。

その他の無料サービス
- - Y!mobileメール - 詳しくは、前記Y!mobileメールの項を参照されたい。
  - Yahoo!かんたんバックアップ - スマートフォン内のデータを自動でクラウド上に保存可能な無料ストレージサービス。
  - Yahoo!ウォレット

### とくするアンケート
- 2022年6月30日より、とくするアンケートでワイモバイル対応になった。

元々は、SoftBankのみだったが、ワイモバイルでも対応する。
LINEMOは、対象外だが今後対応する。

## 沿革

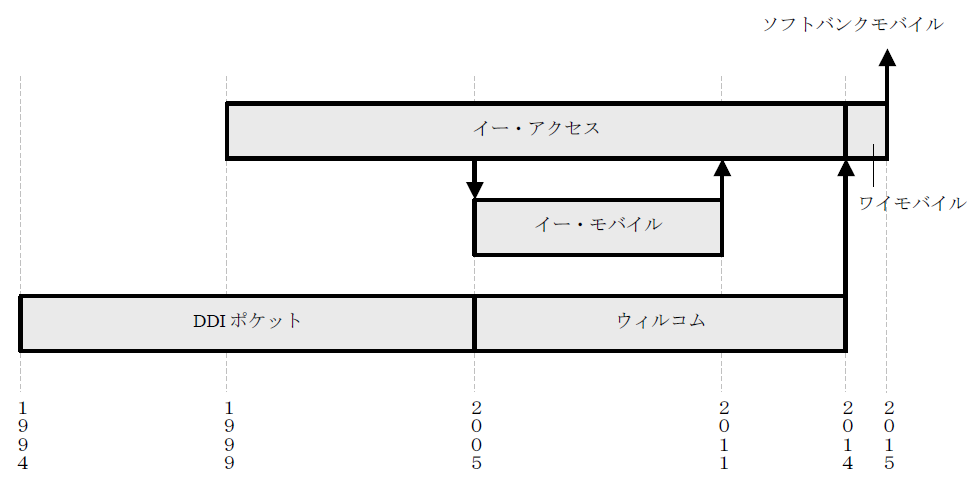
関連会社の統廃合図

- 1999年（平成11年）11月1日 - 千本倖生（第二電電株式会社の設立メンバー）により、イー・アクセス株式会社設立。
- 2000年（平成12年）
  - 4月28日 - ADSLの無料試験サービスを開始。
  - 9月30日 - ADSLの無料試験サービスを終了。
  - 10月1日 - ADSLの有料サービスを開始。
- 2001年（平成13年）9月 - カーライル・グループが第三次私募増資を通じて資本参加。
- 2002年（平成14年）
  - 2月14日 - MSN Messengerを利用したインターネット電話サービスを開始。
  - 6月 - 日本テレコムからADSL事業を譲り受ける。
- 2003年（平成15年）10月3日 - 東京証券取引所マザーズへ上場。
- 2004年（平成16年）
  - 6月11日 - カーライル・グループが株式売却。
  - 7月1日 - 米America Online, Inc.（現・AOL LLC）の完全子会社であるAOLジャパン株式会社から、日本に於けるAOL事業を譲り受ける。
  - 7月31日 - MSN Messengerの「電話をかける機能」のサービス終了に伴い、インターネット電話サービスを終了。
  - 10月5日 - 筆頭株主である日本テレコムが全株式を売却。日本テレコム及びソフトバンクの関連会社ではなくなる。
  - 11月24日 - 東京証券取引所第一部へ上場[注釈 3]。
- 2005年（平成17年）11月9日 - 総務省より事業計画が認定され、1.7GHz帯が割り当てられた。
- 2006年（平成18年）8月4日 - アッカ・ネットワークスの発行済み株式の10.3%を取得。
- 2007年（平成19年）
  - 3月31日 - 子会社イー・モバイルにより、携帯電話事業を開始。
  - 12月 - ソフトバンクとの合弁会社・オープンワイヤレスネットワークによるモバイルWiMAXの事業参入を申請したが、落選。
- 2008年（平成20年）
  - 1月16日 - アッカ・ネットワークスの発行済み株式の13.10%を取得し、筆頭株主となる。株主総会に、アッカ現経営陣の退任とイー・アクセス側からの取締役の選任を提案。
  - 2月15日 - オープンワイヤレスネットワークをソフトバンクとの折半出資に変更し、その他の株主からの出資金を返却。
  - 7月31日 - アッカ・ネットワークスと業務・資本提携。DSL事業で業界2位になる[注釈 4]。
  - 8月15日 - アッカ・ネットワークスの第三者割当増資を引き受け、45.32%取得し連結子会社化。
  - 9月1日 - 業務提携に伴う効率化のためDSL関連の設備資産をアッカ・ネットワークスに譲渡。
- 2009年（平成21年）
  - 4月1日 - 東北インテリジェント通信からADSL事業を譲り受ける。
  - 6月25日 - アッカ・ネットワークスを吸収合併。
- 2010年（平成22年）7月1日 - イー・モバイルを完全子会社化し、同社と経営統合。
- 2011年（平成23年）3月31日 - イー・モバイルの法人を吸収合併。合併後はイー・アクセスのブランドとなる。
- 2012年（平成24年）
  - 6月27日 - 総務省より、開設計画が認められ、700MHz帯が割り当てられる。
  - 9月7日 - 楽天との合弁会社、楽天イー・モバイル株式会社を設立。
  - 9月19日 - 楽天イー・モバイルが、[ Rakuten SUPER WiFiサービスの事業開始。
  - 10月1日 - ソフトバンクとの株式交換により、完全子会社化、及び、ソフトバンクモバイルとの業務提携を発表。会見には千本倖生と孫正義の創業者同士が出席した。発表時点での株式交換効力発生日は、2013年2月28日。イー・モバイル事業は継続する予定で、ソフトバンクモバイルとの業務提携に基づいてネットワークを相互利用する[9][13]。
  - 11月2日 - ソフトバンクとの株式交換効力発生日が2013年1月1日に前倒しされる[101]。
  - 12月26日 - 上場廃止。
- 2013年（平成25年）
  - 1月1日 - ソフトバンクの完全子会社となる。
  - 1月17日 - ソフトバンクが議決権付株式の66.71%を日本国内外11社に譲渡、同社の完全子会社から持分法適用関連会社となる。
- 2014年（平成26年）
  - 3月31日 - 千本倖生取締役名誉会長が辞任。
  - 6月1日 - ウィルコムを吸収合併[102][103][104][105]。本社を汐留住友ビルへ移転。
  - 7月1日 - ワイモバイル株式会社に社名変更する[106]。
  - 8月1日 - イー・モバイル、ウィルコムのブランド名を「Y!mobile」に統一[107]。
- 2015年（平成27年）
  - 4月1日 - ソフトバンクモバイル（現・ソフトバンク）に吸収合併され、解散。
- 2022年(令和4年)

- 当初はソフトバンクなど大手携帯電話会社3社が共同提供しているメッセージアプリケーションの「+メッセージ」には対応していなかったが、2022年春頃を目処に同アプリに対応することを2021年9月2日に発表した。
  - 2022年5月20日-＋メッセージを利用可能となった（前記「Y!mobileメール」アプリ利用の場合、バージョン4.0.0以降を適用すれば利用可能。メールBOX表示において従来の「SMS」表示部分が「＋メッセージ」に置き換わるが、既存の受信済SMSも閲覧可能となっている）[108][109]。

2022年9月14日より、ソフトバンクポイントとしてサービス始めた。LINEMO・ワイモバイル・SoftBankでもSoftBankポイントとPayPayでも支払うことができるようになった。

### サービスエリア
- SoftBank 4G LTEおよび5Gのエリア拡大に伴い3G回線提供を(2024年1月31日終了する。)

## 大規模通信障害
2018年12月6日、大規模な通信障害が発生。約4,000万回線が日中の4時間半にわたって、ソフトバンクやY!mobileで通話や通信できない異例の事態に陥った。原因は通信の要となる交換機のソフトの不具合で、認証などの処理が進まず、端末が通信できなくなった。この大規模な通信障害について、総務省は電気通信事業法に基づく「重大な事故」にあたるとみて、同社に対して事故原因などの報告を求める行政指導、業務改善命令を出す方針を固めた。宮内社長は会見で、大規模通信障害の後、4～5日間で約1万件もの解約があったことを公表した。
この日は、ソフトバンクだけではなく、同じ会社のソフトを使用している日本国外11の通信事業者でもほぼ同時刻に通信障害が発生したことも公表している。
この影響により、現在減少傾向にある公衆電話の利用者数も増大した。

## 株主

### 議決権付き株式
以下の11社に100株ずつ譲渡される。
- Alcatel-Lucent Participations（フランス）
- Telefonaktiebolaget L M Ericsson（スウェーデン）
- Comverse, Inc.（アメリカ）
- Samsung Asia Pte. Ltd.（シンガポール）
- Nokia Siemens Networks Holdings Singapore Ltd.[注釈 5]（シンガポール）
- オリックス株式会社（日本）
- JA三井リース株式会社（日本）
- 東京センチュリーリース株式会社（日本）
- 芙蓉総合リース株式会社（日本）
- 三井住友ファイナンス&リース株式会社（日本）
- 三菱HCキャピタル株式会社（日本）

## CM
Y!mobileブランド設立後、2014年から、ブランドキャラクターとして猫の「ふてニャン」（名前は春馬。スコティッシュフォールド）を起用したCMを複数発表していた。
2015年から、ふてニャン・桐谷美玲→芦田愛菜・吉岡里帆とタレントを併用したCMを開始している。監修は西城秀樹が務め、曲は主に「YOUNG MAN (Y.M.C.A.)」のアレンジが使用された。
2021年現在、出演者が赤塚不二夫の漫画「天才バカボン」のキャラクターに扮し、同漫画のテレビアニメOP曲の替え歌に合わせて踊るCMを放送している。

### 現在
- 2代目ふてニャン（てみ）（2021年 - ）[112]
- 出川哲朗（2017年 - ）
- 芦田愛菜（2018年 - ）
- 小池栄子（2022年 - ）
- 吉岡里帆（2018年 - ）
- 片岡愛之助（2021年）
- 児嶋一哉（2021年 - ）

### 過去
- なめ猫（2015年 - 2016年） - 2016年のCVは哀川翔[注釈 6] が担当。
- 平祐奈（2015年）
- 桐谷美玲（2015年 - 2018年）[113][注釈 7][注釈 8]
- あばれる君（2015年）[113]
- 田中美奈子（2016年）[114]
- 早見優（2016年）
- 松本伊代（2016年） - 2014年SoftBankのCMに出演。
- 森崎博之（2016年）[115]
- ピコ太郎（2016年 - 2017年） - 2017年SoftBankのCMにも並行して出演。
- GENERATIONS（2017年）
- 斎藤工（2017年 - 2018年）[注釈 9]
- 吉田鋼太郎（2017年 - 2018年）[注釈 10]
- にゃんこスター（2017年）
- TWICE（2018年）
- 鈴木奈々（2018年）
- 天龍源一郎（2018年）
- Toshl（2019年 - ）
- 新垣隆（2019年 - ）
- 真矢ミキ（2019年 - ）
- 横浜流星（2019年 - ）
- 桑田真澄（2019年）[116]
- Matt（2019年）[116]
- 野原しんのすけ一家（クレヨンしんちゃん）（2019年 - ）[116]
- JO1（2020年-）[117]
- ふてニャン（春馬）（2014年 - 2021年[118]）